# Thomas II de Coucy
Pour les articles homonymes, voir Thomas de Coucy.
Thomas II de Coucy, né en 1180/1191, mort après 1252, seigneur de Vervins, Fontaine et Landouzy. Fils de Raoul Ier, seigneur de Coucy, et d'Alix II de Dreux.

## Biographie

### Mariage et enfants
Il épouse Mahaut de Rethel, dame de Trie, Charmentray et Chamery, fille d'Hugues II de Rethel, comte de Rethel et de Félicité de Broyes, dame de Beaufort, et eut :
- Thomas III de Coucy († après 1276), seigneur de Vervins, Fontaine, Landouzy et Chamery, marié à Isabeau de Looz, fille d'Arnoul IV de Looz puis à Marguerite de Picquigny ;
- Jean de Coucy ;
- Yolande de Coucy, mariée à Arnaud de Mortagne ;
- Félicité de Coucy (née avant 1222 - † 1307), mariée à Baudoin d'Avesnes, seigneur de Beaumont ;
- Agnès de Coucy (née avant 1248 - † 1277), mariée à Gobert VII d'Apremont, seigneur d'Apremont, de Dun et de Rouvres.